# Ikare
Ikare – miasto w Nigerii, w stanie Ondo. Według danych szacunkowych na rok 2009 liczy 149 640 mieszkańców.